# Дакуаз
Дакуаз (фр. dacquoise) — французский торт, состоящий из слоёв миндального или орехового бисквита и взбитых сливок или масляного крема. Основа готовится из муки, миндальной (или другой ореховой) муки, сахарной пудры и белков. Готовое тесто имеет консистенцию среднюю между меренгами и макаронами. Обычно подаётся охлаждённым и с фруктами.

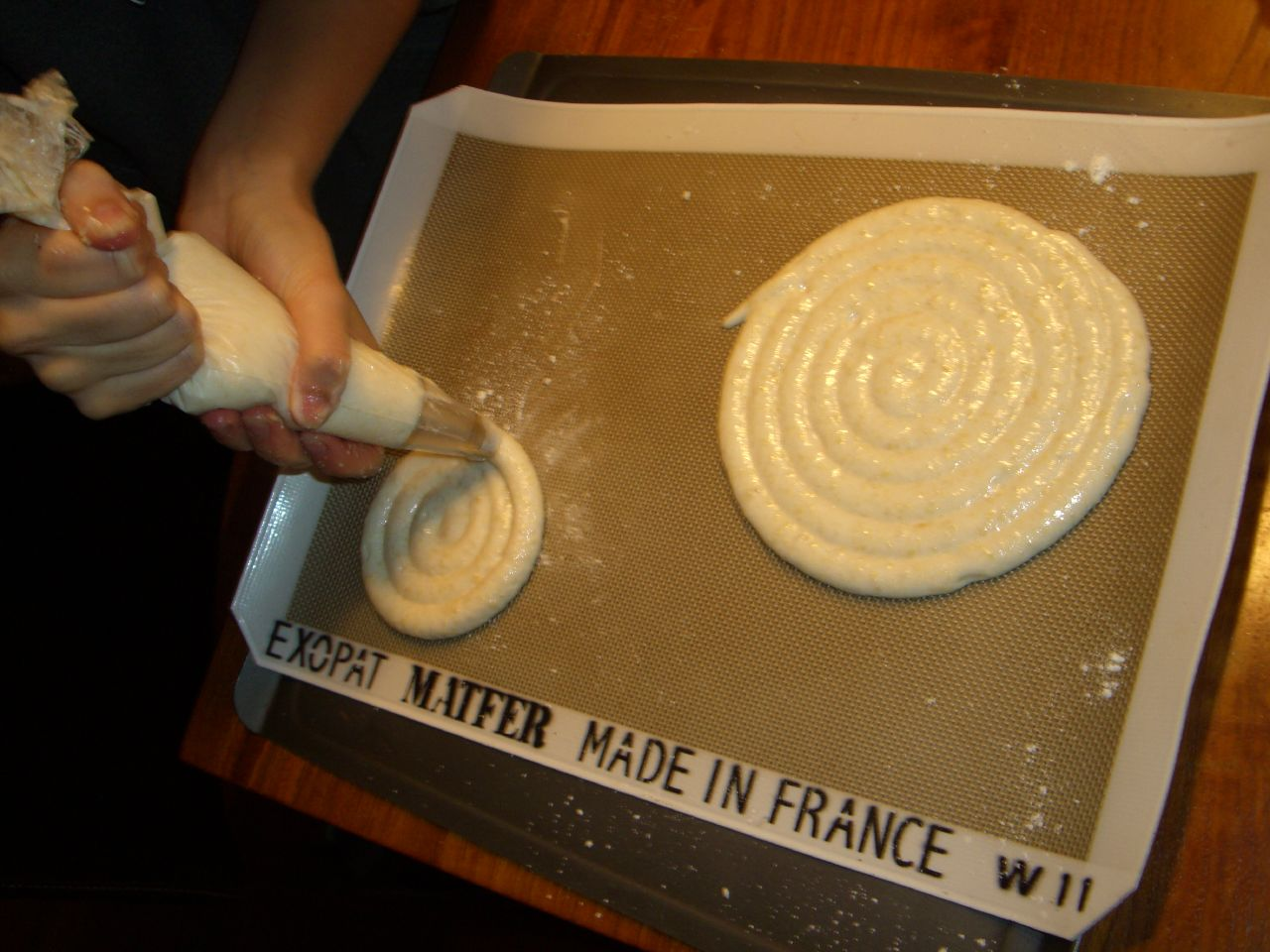
Приготовление основы из безе для дакуаза

Термин «дакуаз» может также относиться непосредственно к ореховому безе. На такой основе часто готовят муссовые и другие торты. Фактически, на таком корже готовится и знаменитый Киевский торт.
Торт получил своё название от женской формы слова dacquois, относящегося к городу Дакс на юго-западе Франции, где был придуман торт.
Особой формой дакуаза является торт маржолен (marjolaine), изобретённый французским шеф-поваром Фернаном Пуэном, который имеет длинную и прямоугольную форму и сочетает в себе слои безе из миндаля и лесного ореха с шоколадным масляным кремом.